# Krajská knihovna
Krajská knihovna je v Česku veřejná knihovna zpravidla univerzálního charakteru, jejímž zřizovatelem je příslušný orgán kraje. Obvykle plní také funkci základní (městské) knihovny v místě sídla. V systému knihoven zajišťuje také regionální funkce.

## Charakteristika
Existenci krajských knihoven garantuje Zákon ze dne 29. června 2001 o knihovnách a podmínkách provozování veřejných knihovnických a informačních služeb (knihovní zákon). Krajské knihovny jsou zapsány v evidenci knihoven Ministerstva kultury, zřizují a spravují je příslušné orgány kraje. Povinností těchto knihoven je spolupracovat s Národní knihovnou při zpracování národní bibliografie a souborného katalogu, zpracovávat a zpřístupňovat regionální informační databáze a jsou nadřazeny základním knihovnám.
Podle knihovního zákona krajská knihovna je knihovnou s univerzálním knihovním fondem, případně doplněným specializovanými fondy. Tato knihovna také trvale uchovává konzervační fond a historický fond a je součástí systému knihoven vykonávající koordinační, odborné, informační, vzdělávací, analytické, výzkumné, metodické a poradenské činnost. Mezi její povinnosti také patří spolupráce s Národní knihovnou při zpracování národní bibliografie a při zpracování souborného katalogu, zpracovávání a zpřístupnění regionální informační databáze a zabezpečení koordinaci krajského bibliografického systému. Krajská knihovna je také krajským centrem meziknihovních služeb. Dále krajská knihovna spolupracuje s knihovnami v kraji při zavádění nových technologií v oblasti zajištění veřejných knihovnických a informačních služeb. Krajská knihovna plní a koordinuje plnění regionálních funkcí vybraných základních knihoven v kraji. V České republice má každý kraj svoji krajskou knihovnu.

### Regionální funkce
Podle knihovního zákona má každá krajská knihovna povinnost vykonávat regionální funkce. Tyto činnosti by měly zlepšovat kvalitu poskytovaných služeb knihoven. Mezi tyto funkce se řadí:
- Zajistit kvalitu a kontinuitu veřejných knihovních a informačních služeb

- Odstranit nežádoucí rozdíly ve veřejných knihovních a informačních službách v jednotlivých regionech ČR
- Garantovat vzdělávání knihovníků v kraji
- Koordinovat odbornou činnosti v kraji
- Garantovat průběžnou aktualizaci knihovního fond v kraji
- Udržet odborný standard služeb v knihovnách kraje
- Efektivně využívat finanční prostředků
- Provozovat krajská vzdělávací centra
- Kontrolovat projekty programu Veřejné informační služby knihoven
- Zajistit nákup, zpracování a distribuci knihovních fondů, pořízených z prostředků obce, pro základní knihovny
- Provádět poradenskou a konzultační činnost pro základní knihovny

Každá krajská knihovna dostává od svého zřizovatele peníze určené právě na regionální funkce. Tyto finanční prostředky poté knihovna rozděluje na základě smluv mezi jednotlivé knihovny, které o to požádaly. Těmto knihovnám pak na regionální funkce mohou přispívat i jejich zřizovatelé (např. obec).

### Veřejné knihovnické a informační služby krajské knihovny
Krajské knihovny mohou vedle svých funkcí krajské knihovny plnit také funkce základní knihovny. Mezi tyto funkce patří například:
- zpřístupnění fondu knihovny veřejnosti
- umožnění přístupu k elektronickým informačním zdrojům
- poskytování bibliografických, referenčních informací a rešerší
- zprostředkování informací a umožnění přístupu k vnějším informačním zdrojům
- poskytování kulturní, výchovné a vzdělávací činnosti
- vydávání tematických publikací
- poskytování reprografických služeb

Mimo jiné se krajská knihovna také může věnovat publikační činnosti nebo pracovat na retrospektivních regionálních bibliografiích.

### Seznam krajských knihoven v Česku
- Hlavní město Praha – Městská knihovna v Praze
- Jihočeský kraj – Jihočeská vědecká knihovna v Českých Budějovicích
- Jihomoravský kraj – Moravská zemská knihovna v Brně
- Karlovarský kraj – Krajská knihovna Karlovy Vary
- Kraj Vysočina – Krajská knihovna Vysočiny
- Královéhradecký kraj – Studijní a vědecká knihovna v Hradci Králové
- Liberecký kraj – Krajská vědecká knihovna v Liberci
- Moravskoslezský kraj – Moravskoslezská vědecká knihovna v Ostravě
- Olomoucký kraj – Vědecká knihovna v Olomouci
- Pardubický kraj – Krajská knihovna v Pardubicích
- Plzeňský kraj – Studijní a vědecká knihovna Plzeňského kraje
- Středočeský kraj – Středočeská vědecká knihovna v Kladně
- Ústecký kraj – Knihovna Ústeckého kraje
- Zlínský kraj – Krajská knihovna Františka Bartoše ve Zlíně